# Lorenzo Giancaterino
Lorenzo Nicolas Giancaterino (Mons, 4 agosto 1990) è un ex cestista belga.

## Palmarès
- Coppa del Belgio: 1

Mons: 2011
- Supercoppa del Belgio: 1

Mons: 2011